# Tir en suspension
Au basket-ball et ses dérivés, le tir en suspension (dit aussi jump shot ou jumper) est une tentative de tir, le plus souvent tenté à mi-distance ou lointain, pendant laquelle le joueur saute verticalement avec la balle.
Pendant le tir, le tireur aligne son coude avec le panier, puis envoie la balle avec un arc de cercle vers le cercle. Ce tir est considéré comme la méthode la plus efficace pour un tir en périphérie, le saut devant rendre plus difficile la tâche du défenseur, empêcher le contre et donner de l'élan à la balle. Les jambes contribuent en général à hauteur de 30 % de la vitesse du tir.
Sa paternité est controversée. Dans son livre The Origins of the Jump Shot, l'auteur John Christgau évoque Ken Sailors en mai 1934. D'autres auteurs l'attribuent à Glen « Glenn » Roberts, Myer « Whitey » Skoog, John « Mouse » Gonzales, Bud Palmer, Dave Minor, « Jumping » Joe Fulks, Johnny Adams ou Belus Van Smawley.
Dans les archives de la NCAA, le premier référencé pour l'utiliser est John Miller Cooper, joueur des années 1930 de l'Université du Missouri-Columbia.
Aujourd'hui classique, il connaît plusieurs variantes : turnaround jump shot, fadeaway...
Lorsque le tir ne touche aucun élément du panier (ni l'arceau, ni le panneau), on parle d'air ball.
Pour éviter le contre, l'attaquant peut essayer de feindre le tir. Si le défenseur saute sur une feinte, l'attaquant peut soit le déborder soit obtenir une faute en cas de contact.
À rebours de la quasi-totalité des basketteurs, la joueuse de l'université de Washington Chantel Osahor se fait remarquer en 2016 par ses tirs à trois points déclenchés les pieds au sol avec un fouetté du poignet d'une rare rapidité.

## Galeries

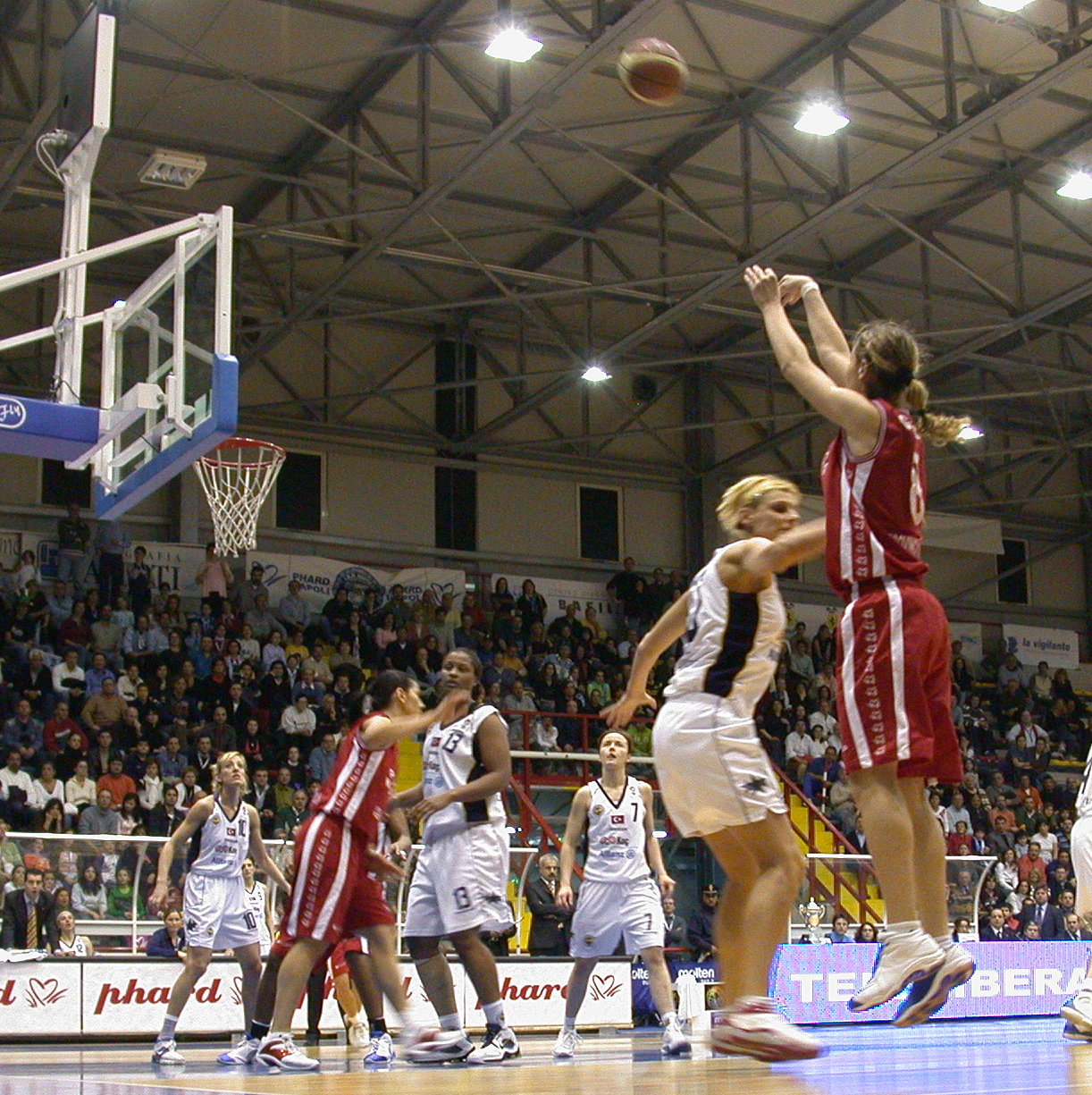
Un tir en suspension lors de la Finale de l'Eurocoupe féminine en 2005.
Le tir en suspension standard en streetball.
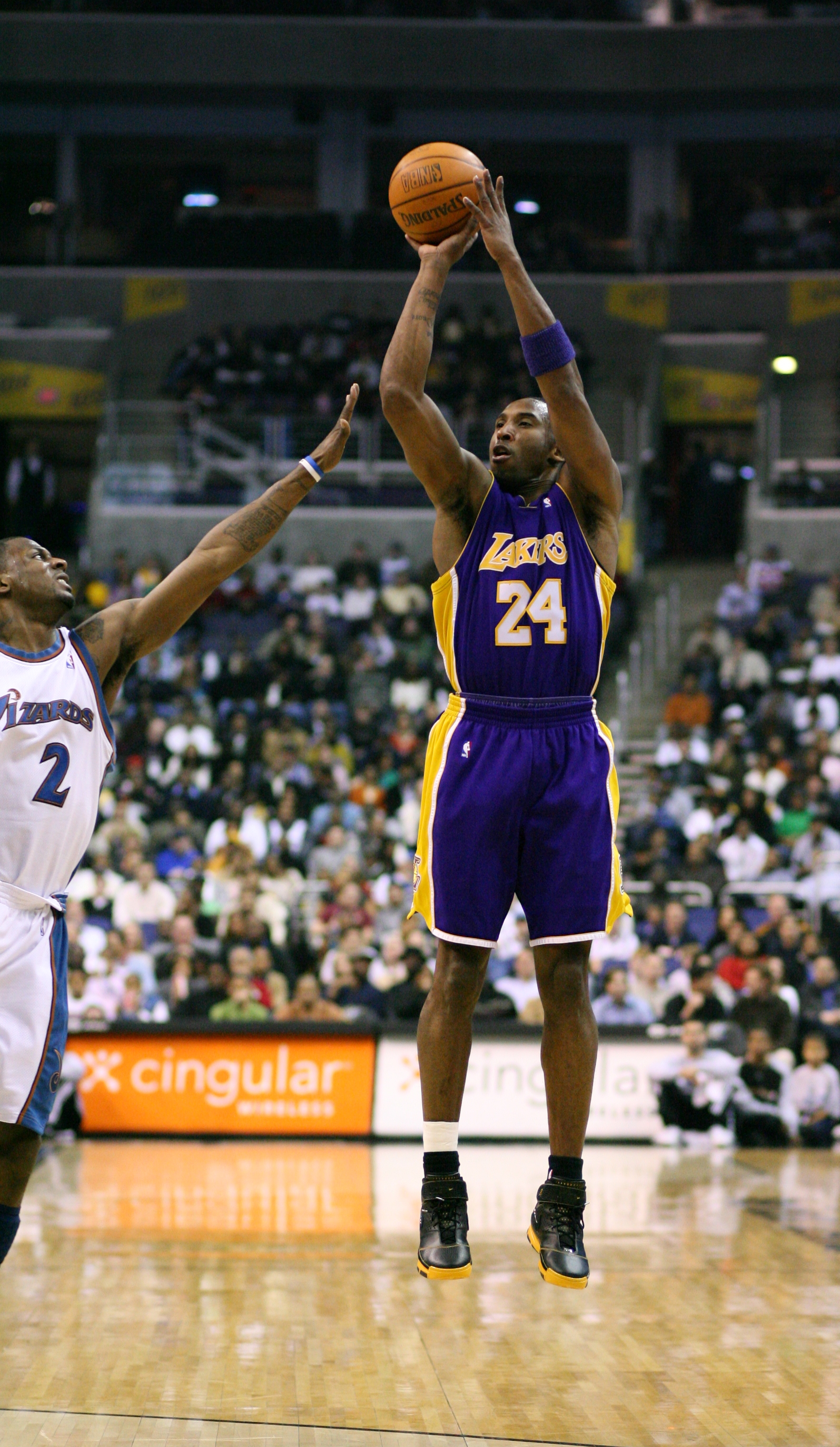
Kobe Bryant au tir en suspension en 2007.